# حزب الاصلاح نيفيس
حزب الإصلاح نيفيس هو حزب سياسي في نيفيس. وقد تم تشكيل وتأسيس الحزب في عام 1970 والتي يقودها حاليا يوسف باري.
فاز الحزب بنسبة 7.5 ٪ من الأصوات الشعبية واحدة من أصل 11 مقعدا انتخب في الجمعية الوطنية في الانتخابات التشريعية الأخيرة التي عقدت في اتحاد سانت كيتس ونيفيس في 25 أكتوبر 2004، .
في 10 يوليو 2006 لانتخابات مجلس جزيرة نيفيس، فاز الحزب 3 من أصل 5 مقاعد، وإنهاء حكم 14 عاما من حركة المواطنين المهتمين.